# Maria Schell

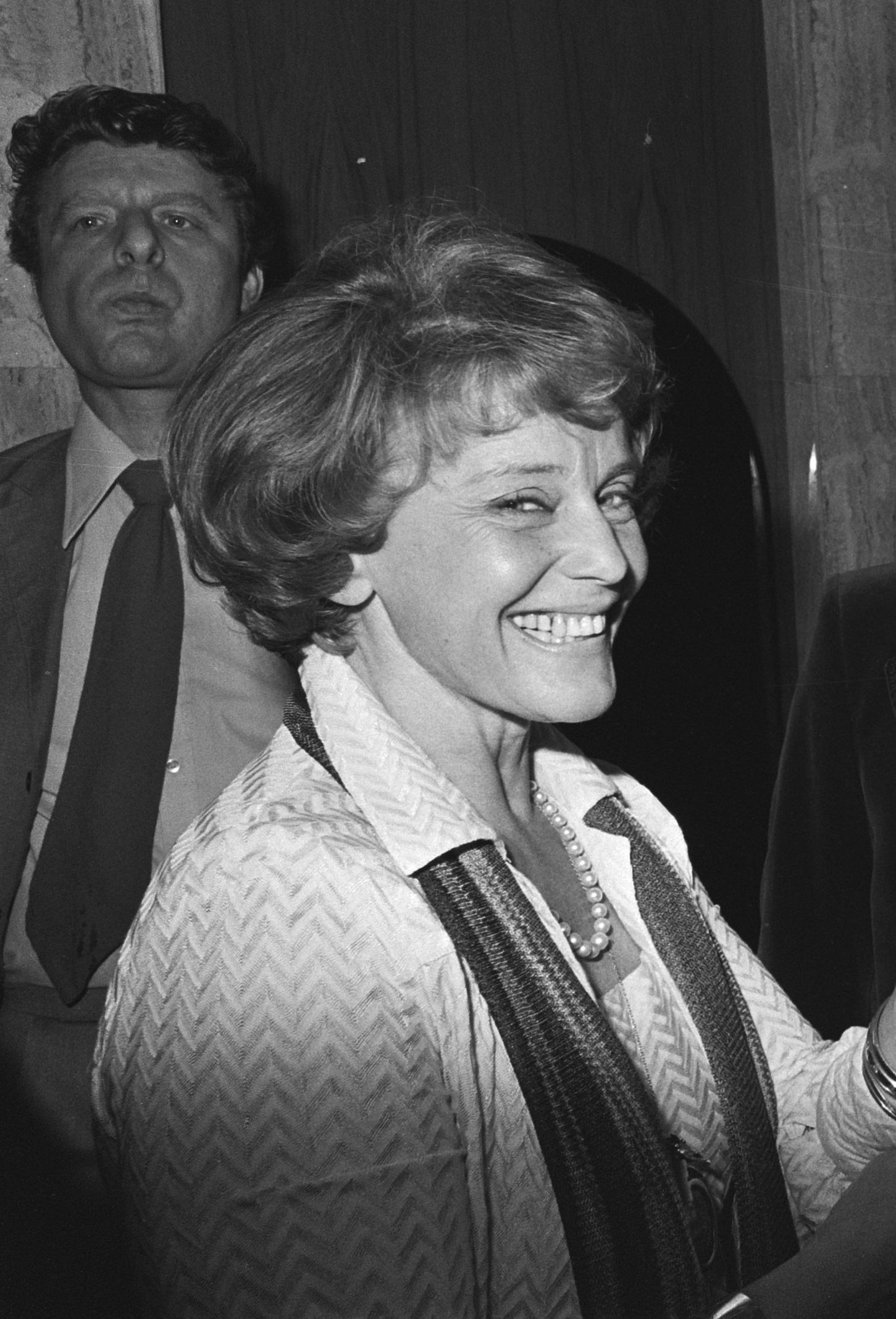
Maria Schell, 1976

Maria Margarete Anna Schell (* 15. Jänner 1926 in Wien; † 26. April 2005 in Preitenegg, Kärnten) war eine österreichisch-schweizerische Schauspielerin. Sie gehörte zu den größten Stars des deutschen Films der 1950er und 1960er Jahre.

## Leben

### Familie
Maria Schell war die Tochter von Hermann Ferdinand Schell, einem Schweizer Schriftsteller, und Margarethe Noé von Nordberg, einer Wiener Schauspielerin. Sie wuchs mit ihren Geschwistern Maximilian, Carl und Immy zunächst in Österreich auf, bevor die Familie nach der Eingliederung Österreichs in das Deutsche Reich 1938 nach Zürich übersiedelte.
Jedoch gab es für die Familie ohne Geld nicht die Möglichkeit, zusammen bei Verwandten zu leben. So verteilten die Eltern die Kinder: Maximilian und Carl kamen in ein Basler Waisenhaus, Immy in ein Kinderheim nach Brunnen bei Schwyz und Maria nach Colmar. Hier lernte sie akzentfreies Französisch. Erst hierdurch hatte sie später die Möglichkeit, die Rolle der Gervaise im gleichnamigen Film anzunehmen. Ende August 1939 fuhr sie zu ihren Eltern nach Zürich. Eigentlich wollte sie nur für eine Woche Ferien machen, doch wenige Tage später brach der Krieg aus.

### Karriere
Eine kaufmännische Ausbildung brach Schell ab, nachdem ihr Talent von Sigfrit Steiner entdeckt worden war und sie 1942 eine Filmrolle in dem Film Gottesmühlen an der Seite von Heinrich Gretler erhalten hatte. Damals noch unter dem Namen Gritli Schell spielte sie zunächst ohne besondere Ausbildung. Erst danach nahm sie Schauspielunterricht und erhielt mehrere Theaterengagements. 
Ihre erste Hauptrolle im Film spielte Schell 1948 in Der Engel mit der Posaune. Es folgten Filme mit Dieter Borsche (Dr. Holl) und immer wieder O. W. Fischer. Bei der Eröffnung der Komödie in Basel 1950 spielte im Gründungsensemble die damals 24-jährige Maria Schell in der Premierenvorstellung und der ersten Spielzeit.
Ihre Rolle in die Die letzte Brücke unter der Regie von Helmut Käutner bescherte Schell 1954 den Großen Preis der Internationalen Filmfestspiele von Cannes als beste Schauspielerin. Im selben Jahr wurde sie auch in Venedig mit der „Coppa Volpi“ für die Titelrolle der Wäscherin in Gervaise geehrt, der als bester ausländischer Film auch für den Oscar nominiert wurde. Während ihres Aufenthaltes in Hollywood anlässlich der Preisverleihung wurde sie von Yul Brynner in einer Hotellobby entdeckt; dieser setzte sich für sie als Besetzung der Gruschenka in der Verfilmung von Dostojewskis Roman Die Brüder Karamasow ein. Schell drehte danach u. a. mit Gary Cooper den Western Der Galgenbaum und mit Glenn Ford den von Anthony Mann inszenierten Western Cimarron. Bekannt wurde auch der 1953 entstandene Film Solange du da bist. In den 1960er Jahren trat Schell vermehrt auf Theaterbühnen und im Fernsehen auf.

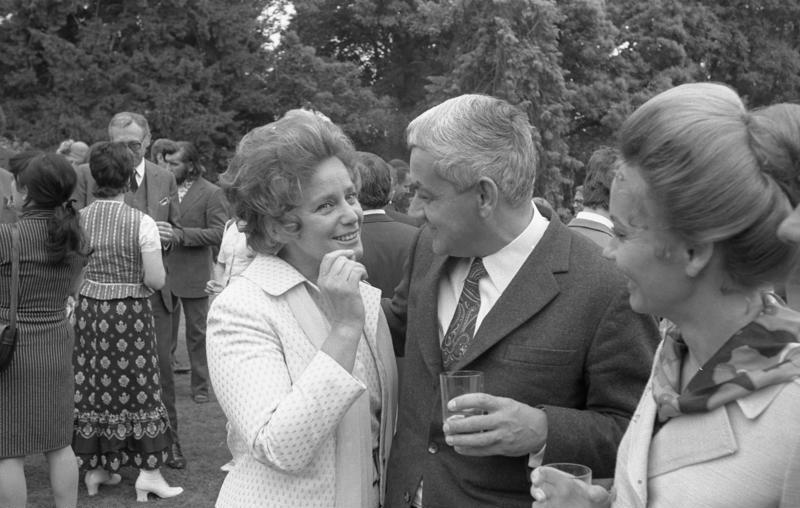
Maria Schell 1971 bei einem Empfang von Bundeskanzler Willy Brandt im Gespräch mit Liselotte Pulver und Horst Ehmke. Im Hintergrund Horst Tappert und Mario Adorf

In den 1970er Jahren war sie häufig in Fernsehserien wie Tatort, Derrick und Der Kommissar sowie in einer Folge der US-amerikanischen Serie Kojak als Sister Lepar Angelica / Princess Viva Dushan zu sehen. Am Broadway erlebte die fünfzigjährige Schell 1976 ein außergewöhnlich erfolgreiches Bühnendebüt: Ihre Darstellung in Pavel Kohouts Armer Mörder rief überschwängliches Lob hervor.
1982 spielte sie die Rolle der Claire Zachanassian in Max Peter Ammanns Bühnenverfilmung Der Besuch der alten Dame von Friedrich Dürrenmatt. Ihr letzter großer Publikumserfolg war die Fernsehserie Die glückliche Familie (1987 bis 1991). 1994/1995 wirkte sie in der Fernsehsaga Der Clan der Anna Voss mit. Ihren letzten Auftritt hatte sie 1996 in der Folge Heilig Blut der Krimireihe Tatort.

### Privatleben
Maria Schell war von 1957 bis 1965 mit dem Regisseur Horst Hächler und von 1966 bis 1986 mit dem Regisseur Veit Relin verheiratet. Beide Ehen wurden geschieden. Aus der ersten Ehe stammt ihr Sohn Oliver (* 1962), der als Regisseur, Musiker, Bühnenbetreiber und Schauspieler aktiv ist, und aus der zweiten ihre Tochter Marie Theres Kroetz-Relin (* 1966), die ebenfalls Schauspielerin ist.
Von ihrem Schauspielerkollegen Oskar Werner erhielt sie den Spitznamen „Seelchen“, der ihr zeitlebens missfiel („Weil Seelchen die Verkleinerung von Seele ist. Nicht ganz ernst zu nehmen.“).

### Krankheit und Tod
1991 unternahm Schell einen Suizidversuch. In ihren späten Lebensjahren lebte sie zurückgezogen auf einer von den Eltern ererbten Alm in Kärnten. Verarmt und gesundheitlich bereits angeschlagen erlitt sie zudem zwei Schlaganfälle. 2002 drehte ihr Bruder Maximilian über sie den Dokumentarfilm Meine Schwester Maria, der auch ihre Altersdemenz thematisierte. Beide erhielten dafür jeweils den Fernsehpreis Bambi. Bei der Premiere des Films im Februar 2002 zeigte sich Maria Schell zum letzten Mal in der Öffentlichkeit.
2005 kam sie im März wegen Atembeschwerden ins Krankenhaus. Sie starb im April im Alter von 79 Jahren zu Hause an Herzversagen als Folge einer Lungenentzündung. Ihre Grabstelle befindet sich auf dem Friedhof Preitenegg in Kärnten.

### Ehrungen

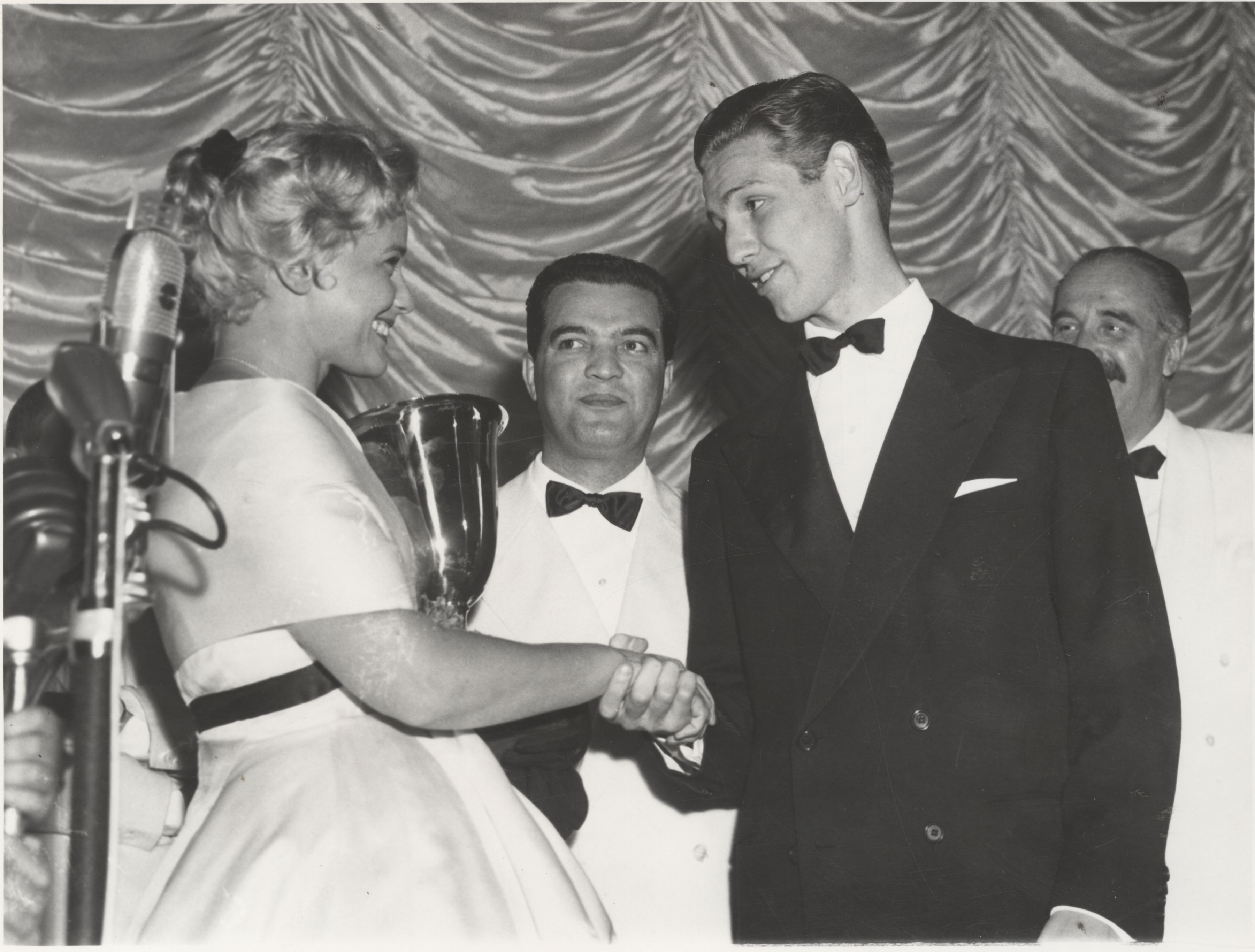
Preisverleihung bei den Filmfestspielen von Venedig 1956

Maria Schell erhielt im Verlauf ihrer Karriere zahlreiche Filmpreise und Ehrungen: Acht Mal den Bambi, die Coppa Volpi der Filmfestspiele von Venedig, den Deutschen Filmpreis sowie das Bundesverdienstkreuz. Anlässlich des 10. Todestages widmete die Österreichische Post ihr eine Sonderbriefmarke.

## Filmografie

### Kino (Auswahl)
- 1942: Gottesmühlen (Steibruch)
- 1948: Nach dem Sturm
- 1948: Der Engel mit der Posaune
- 1948: Maresi
- 1950: Es kommt ein Tag
- 1951: Dr. Holl
- 1951: Der wunderbare Flimmerkasten (The Magic Box)
- 1951: Wenn das Herz spricht (So Little Time)
- 1952: Bis wir uns wiederseh’n
- 1953: Das Herz aller Dinge (The Heart of the Matter)
- 1953: Der träumende Mund
- 1953: Solange du da bist
- 1953: Tagebuch einer Verliebten
- 1954: Die letzte Brücke
- 1955: Napoleon (Napoléon)
- 1955: Herr über Leben und Tod
- 1955: Die Ratten
- 1956: Gervaise
- 1956: Liebe
- 1957: Rose Bernd
- 1957: Weiße Nächte (Le notti bianche)
- 1958: Die Brüder Karamasow (The Brothers Karamazov)
- 1958: Ein Frauenleben (Une vie)
- 1958: Der Galgenbaum (The Hanging Tree)
- 1958: Der Schinderhannes
- 1959: Raubfischer in Hellas
- 1960: Cimarron
- 1961: Gebrandmarkt (The Mark)
- 1961: Das Riesenrad
- 1962: Ich bin auch nur eine Frau
- 1963: Zwei Whisky und ein Sofa
- 1969: Der heiße Tod (99 mujeres)
- 1969: Pack den Tiger schnell am Schwanz (Le Diable par la queue)
- 1970: Der Hexentöter von Blackmoor (El proceso de las brujas)
- 1971: Dans la poussière du soleil
- 1972: Die Pfarrhauskomödie
- 1972: Chamsin (& Produktion)
- 1974: Die Akte Odessa (The Odessa File)
- 1975: So oder so ist das Leben
- 1975: Change
- 1976: Die verrückten Reichen (Folies bourgeoises)
- 1976: Reise der Verdammten (Voyage of the Damned)
- 1978: Spiel der Verlierer
- 1978: Superman
- 1979: Die erste Polka
- 1982: Die Spaziergängerin von Sans-Souci (La Passante de Sans-Souci)
- 1984: König Drosselbart
- 2002: Meine Schwester Maria (Dokumentation)

### Fernsehen (Auswahl)
- 1969: Der Kommissar – Schrei vor dem Fenster (Fernsehserie)
- 1971: Olympia-Olympia (Fernsehfilm)
- 1972: Marie (Fernsehfilm)
- 1973: Der Kommissar – Der Tod von Karin W.[12] (Fernsehserie)
- 1974: Der kleine Doktor – Das Arsenschloss
- 1975: Der Kommissar – Am Rande der Ereignisse (Fernsehserie, Folge 84)
- 1975: Tatort – Die Abrechnung (Fernsehreihe)
- 1976: Kojak – Einsatz in Manhattan (Kojak, Fernsehserie, Folge 4x11: Die Prinzessin)
- 1976: Derrick – Yellow He (Fernsehserie)
- 1977: Teerosen (Fernsehfilm)
- 1978: Derrick – Klavierkonzert (Fernsehserie)
- 1980: Die Mars-Chroniken (Fernseh-Mehrteiler)
- 1981: Das Traumschiff (Fernsehreihe)
- 1982: Inside the Third Reich (Fernseh-Mehrteiler)
- 1982: Die Krimistunde (Fernsehserie, Folge 1, Episode: „Der Antrag“)
- 1982: Frau Jenny Treibel (Fernsehfilm)
- 1982: Der Besuch der alten Dame (Fernsehfilm)
- 1983: Das Traumschiff: Marrakesch
- 1983: Der Trauschein (Fernsehfilm)
- 1984: Samson und Delilah (Samson and Delilah) (Fernsehfilm)
- 1985: Zweimal 30 – Maria Schell Special
- 1987–1991: Die glückliche Familie (Fernsehserie, 49 Folgen)
- 1991: Das letzte Wort (Le Dernier mot) (Fernsehfilm)
- 1993: Nach langer Zeit (Fernsehserie)
- 1995: Der Clan der Anna Voss (Fernsehserie)
- 1996: Tatort – Heilig Blut (Fernsehreihe)
- 1996: Dr. Berg – Nur das Leben zählt (La Passion de docteur Bergh)

## Auszeichnungen
- 1951–1957, 1987, 2002: Bambi
- 1954: Lobende Erwähnung bei den Internationalen Filmfestspielen von Cannes für Die letzte Brücke
- 1956: Coppa Volpi bei den Internationalen Filmfestspielen von Venedig für Gervaise
- 1957 und 1958: Goldener und Silberner Bravo Otto
- 1974: Verdienstkreuz des Verdienstordens der Bundesrepublik Deutschland
- 1977: Filmband in Gold für langjähriges und hervorragendes Wirken im deutschen Film
- 1980: Großes Verdienstkreuz der Bundesrepublik Deutschland
- 1983: Goldene Kamera
- 1986: Ehrenmedaille der Bundeshauptstadt Wien in Gold
- 2002: Österreichisches Ehrenkreuz für Wissenschaft und Kunst I. Klasse
- 2008: In Wien-Landstraße (3. Bezirk, Gebiet Aspanggründe / Euro-Gate) wurde die Maria-Schell-Straße nach ihr benannt.
- 2015: Die Österreichische Post widmete Maria Schell eine Sonderbriefmarke aus der Serie „Österreicher in Hollywood“.[11]
- 2020: In Wasserburg a.Inn wurde die Maria-Schell-Straße nach ihr benannt.[13]

Sie erhielt ab 1952 von der Stadt Karlsruhe einen Straßenbahnausweis auf Lebenszeit, als Auszeichnung für die vielen Bambis, die sie erhielt.

## Autobiografische Bücher
- Die Kostbarkeit des Augenblicks. Gedanken, Erinnerungen. Langen Müller, München 1985, ISBN 3-7844-2072-9.
- „… und wenn’s a Katz is!“ Mein Weg durchs Leben. Lübbe, Bergisch Gladbach 1998, ISBN 3-404-12784-6.